# Flughafen Bălți-Stadt

i7
i11
i13
Der Flughafen Bălți-Stadt (rumänisch Aeroportul Bălți-Oraș; russisch Аэропорт Бельцы-Город, ICAO-Code: LUBA) war der zweitgrößte Flughafen in Moldau und einer der beiden bedeutenden zivilen Flughäfen in Bălți (der zweite ist der internationale Flughafen Bălți-Leadoveni, der sich im Vorort von Bălți - Corlăteni befindet).
Der zivile Flughafen Bălți-Stadt wurde nach dem Zweiten Weltkrieg als Ersatz für den wichtigsten Militärflugplatz Moldaus in Bălți (im Bălți-Vorort Singureni) eingerichtet und war bis Ende der 1980er Jahre, als der zweite Flughafen in Bălți, der internationale Flughafen Bălți-Leadoveni in Betrieb genommen wurde, der zweitgrößte Flughafen Moldaus für den moldauischen und sowjetischen Inlandsflugverkehr.
Der Flughafen Bălți-Stadt stellte seine Flughafen- und Flugsicherungsaktivitäten im Jahr 2010 ein, nachdem alle Immobilien und Grundstücke des Flughafens an die Freie Wirtschaftszone Bălți übertragen worden waren, unter der Bedingung, dass die Freie Wirtschaftszone Bălți die Immobilien am internationalen Flughafen Bălți-Leadoveni als Ersatz für die Immobilien des städtischen Flughafens Bălți-Stadt baut.
Der Flughafen Bălți-Stadt befindet sich am östlichen Rand des Stadtgebiets von Bălți gegenüber dem Vorort von Bălți, dem Dorf Elisaweta, das zur Munizipalität Bălți gehört, und ist 3,2 km vom Zentrum von Bălți entfernt. Der Flughafen besteht aus einem Passagierterminal, das als Abfertigungsgebäude für moldauische und sowjetische Inlandsflüge dient, sowie aus Flugzeug- und Frachthallen und einem Kontrollzentrum. Im Jahr 1977 überstieg die Zahl der Inlandsflüge von Chișinău nach Bălți die Zahl der Flüge zu jedem anderen beliebten Inlandsziel in Moldawien um das Siebenfache. Während seines Bestehens bediente der Flughafen Bălți-Stadt etwa 30 Zielorte: sowohl lokale Inlandsflüge als auch Flüge in benachbarte Sowjetrepubliken (Ukrainische SSR, Russische SFSR).
In der Sowjetzeit war der Flughafen Bălți-Stadt ein lokales Luftfahrt-Drehkreuz für die Flugzeuge und Hubschrauber der Fluggesellschaft Aeroflot, des Kombinierten Fliegerregiments Bălți (Zivilluftfahrtregiment Nr. 281) der Direktion für Zivilluftfahrt der Moldauischen SSR, mit zivilen Zivilluftfahrtstaffeln von Bălți am Flughafen Chișinău und am Flugplatz Bender, sowie für die Flugzeuge und Hubschrauber der Fluggesellschaft  Moldaeroservice.

## Geschichte

### Entstehung

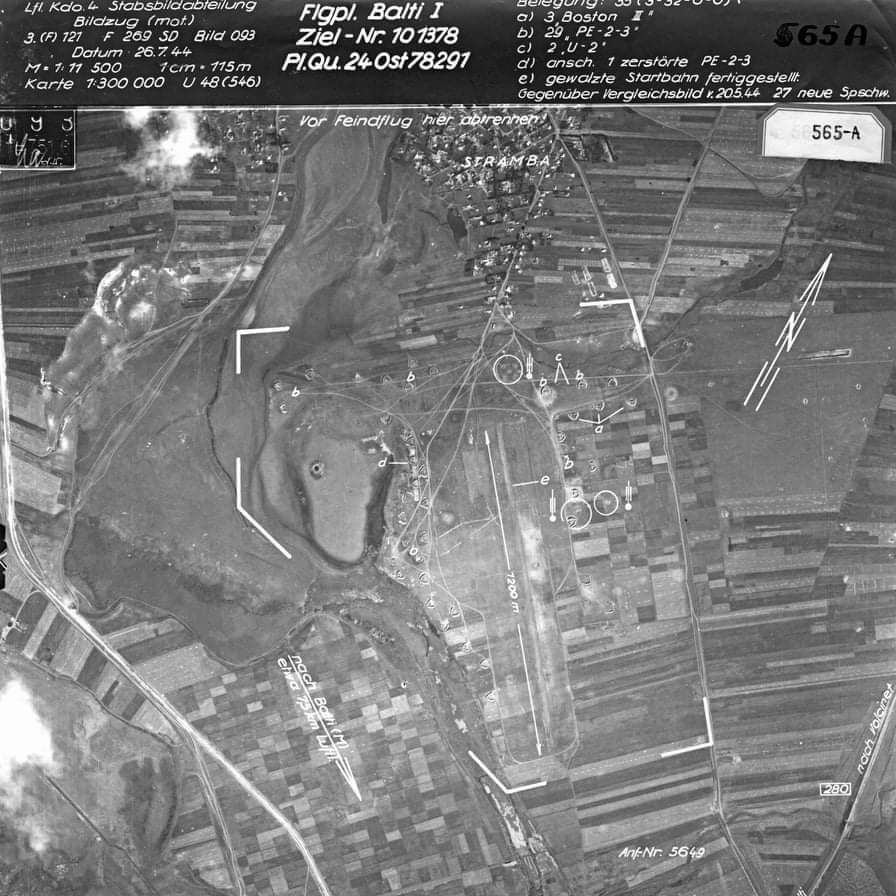
Luftaufnahme der Luftwaffe von 1944 des Militärflugplatzes Bălți in Singureni

Während des Zweiten Weltkriegs befand sich der wichtigste militärische Luftstützpunkt in Bessarabien und der Region in Bălți, und zwar außerhalb des Stadtgebiets von Bălți, im Nachbardorf Singureni. Der bălțische Militärflugplatz in Singureni verfügte über 5 fortgeschrittene Flugplätze, von denen 2 in der Moldauischen SSR und 3 in der Ukrainischen SSR lagen, die von IAP-55 betrieben wurden. Nach dem Fall von Bălți unter sowjetische Gerichtsbarkeit und bis zum Ende des Zweiten Weltkriegs kam Aeroflot nach Bălți, die am 1. November 1930 aus der Fusion von Ukrvozdukhput und Dobroliot  hervorging (Dobroliot leitet sich von Deruluft ab, einem am 8. November 1921 gegründeten deutsch-russischen Unternehmen). Die Entwicklung der zivilen Luftfahrt in der nördlichen Region der nun Moldauischen Sozialistischen Sowjetrepublik setzte sich nach 1944 fort, als zwei Polikarpow Po-2 Flugzeuge auf dem ehemaligen Bălți-Militärflugplatz in Singureni landeten, gefolgt von einem Jakowlew Jak-12 aus Chișinău. Die Flugzeuge gehörten der moldawischen Tochtergesellschaft von Aeroflot.
In der Nachkriegszeit war die zivile Luftfahrt in Ermangelung eines vollständig funktionsfähigen Straßennetzes notwendig. So wurde am 15. Mai 1947 auf der Grundlage des Flugplatzes in Singureni die Flugdienstbasis in Bălți eröffnet. Im selben Jahr wurden drei Jakowlew Jak-12 von Chișinău nach Bălți geschickt, um zivile Post und Fracht zu befördern, und im folgenden Jahr wurden sie für Passagierflüge sowie für den Transport von medizinischem Personal von Bălți in die Ortschaften, für den Transport von Schwerkranken in Krankenhäuser in Chișinău und für Flüge in der Land- und Forstwirtschaft eingesetzt. Die oben genannten Flugzeuge lieferten von Bălți aus Post an die folgenden Ziele: Cuhnești, Ocnița, Glodeni und beförderte bei Bedarf 1–2 Fluggäste nach Chișinău.
In den ersten Jahren des zivilen Flugbetriebs nach dem Zweiten Weltkrieg auf dem Militärflugplatz Singureni zeigten sich die Unzulänglichkeiten der dortigen militärischen Infrastruktur für zivile Linienflüge. Dazu gehörten die Entfernung zum Stadtzentrum von Bălți für Flugzeuge, die die lange Start- und Landebahn nicht benötigten, und das Fehlen der später gebauten Fernstraße M14, die heute Bălți mit dem internationalen Flughafen Bălți-Leadoveni in Corlăteni, dem Nachbarort von Singureni, verbindet. Aus diesen Gründen wurde beschlossen, einen zivilen Flughafen innerhalb der Stadtgrenzen von Bălți zu errichten, um insbesondere Inlandsflüge zu ermöglichen.

### Entwicklung
In der Nachkriegszeit entwickelte sich der Flughafen Bălți-Stadt schnell zum zweiten Drehkreuz der zivilen Luftfahrt in der Moldauischen SSR.
1954 wurde das neue errichtete Abfertigungsgebäude in Betrieb genommen, und zu Zivilflugzeugen umgebaute Lissunow Li-2 Militärflugzeuge begannen, von Bălți aus nach Lemberg, Iwano-Frankiwsk und Czernowitz zu fliegen. Der erste zivile Geschwaderkommandant der Bălți Flugunternehmen war A.N. Woronzow.
Ab 1961 erhielt der Flughafen Bălți-Stadt Iljuschin Il-14 Flugzeuge zur Landung und zur Beförderung von Passagieren auf Intercity-Strecken zu den entlegensten Städten der ehemaligen Sowjetunion mit Aeroflot-Flugzeugen.
Im September 1969 wurde das Kombinierte Fliegerregiment Bălți (russisch Бельцкий ОАО) gegründet. Alle Hubschrauber und Flugzeuge der Typen Antonow An-2 und Jakowlew Jak-12 des zivilen Fliegerregiments Nr. 253 des Kombinierten Fliegerregiments Chișinău (damit wurden alle oben genannten Flugzeuge und Hubschrauber der Zivilluftfahrtdirektion der Sozialistischen Sowjetrepublik Moldau dem Zivilluftfahrtregiment Bălți Nr. 281 (russisch Бельцкий авиаотряд №281) des Kombinierten Fliegerregiments Bălți übertragen). Eine zivile Staffel (russisch авиазвено) des Zivilluftfahrt-Regiments Nr. 281, bestehend aus 2–3 Antonow An-2 Flugzeugen und 1–2 Mil Mi-1 Hubschraubern, war auf dem Flugplatz Bender (Tighina) stationiert. Eine zivile Staffel des Zivilluftfahrtregiments Nr. 281, bestehend aus 4–5 Antonow An-2, war auf dem Flughafen Chișinău für medizinische Einsätze und lokale Flüge stationiert.

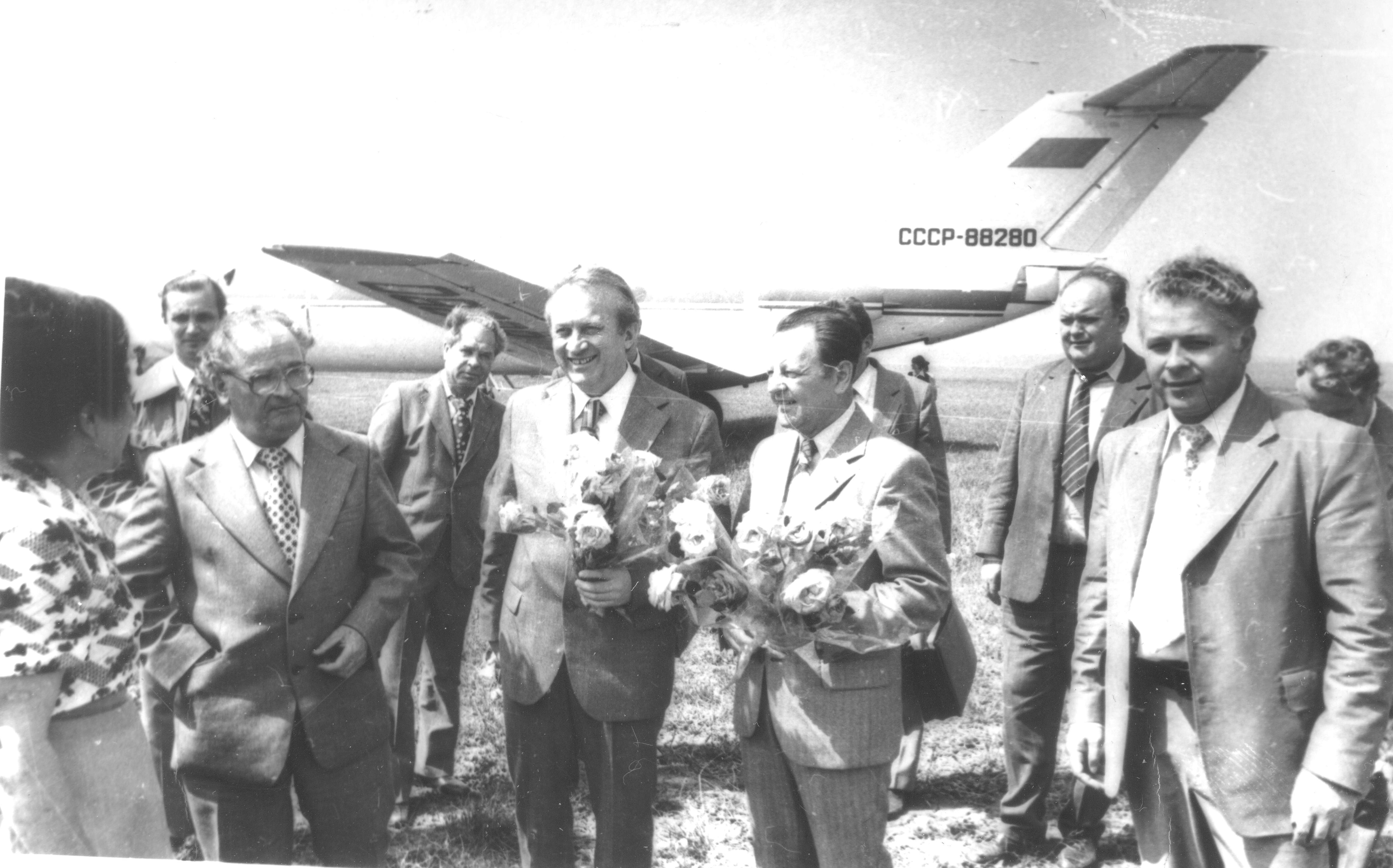
29. Mai 1979: Jakowlew Jak-40C2 (СССР-88280) am Flughafen Bălți (Flughafen Bălți-Stadt). Ausreise von Jozef Lenárt und Miloš Jakeš und Verabschiedung mit Iwan Bodiul und Semion Grossu.

 Der Flughafen hatte eine Fläche von 136,49 ha und wurde von dem Staatsunternehmen „Moldaeroservice“ verwaltet, das vom Ministerium für Verkehr und Straßeninfrastruktur gegründet wurde.
Gegen Ende der 1980er Jahre begann der Passagierverkehr auf dem Flughafen Bălți-Stadt aufgrund der Entstehung von Landbusverbindungen auf neuen Straßen in der Moldauischen SSR und aufgrund der Zunahme von Langstreckenflügen mit Düsenflugzeugen zu sinken - 1987 wurden dann die Bauarbeiten für die neue Start- und Landebahn abgeschlossen, die durch Flugzeuge der Typen Tupolew Tu-134, Tupolew Tu-154 und Iljuschin Il-76 benutzt kann. Seitdem werden vom internationalen Flughafen Bălți-Leadoveni aus regelmäßig Flüge mit Tupolew Tu-134 und Antonow An-24 durchgeführt. Bis 2010 wurde der Flughafen Bălți-Stadt zusammen mit den Hubschrauberlandebahnen für öffentliche Dienstleistungen, die Landwirtschaft sowie für gelegentliche und kurze Flüge zwischen den Bezirken der Republik Moldau genutzt.

### Regierungsbeschluss von 2010
Der Flughafen Bălți-Stadt bestand von der Nachkriegszeit bis 2010, als die Regierung der Republik Moldau beschloss, das Gelände des Flughafens Bălți-Stadt an die Freie Wirtschaftszone Bălți (FWZ Bălți) zu übertragen, mit der Verpflichtung der letzten, im Austausch für die vom Flughafen Bălți-Stadt erhaltenen Gebäude am internationalen Flughafen Bălți-Leadoveni zu bauen. Bislang ist die Freie Wirtschaftszone Bălți ihrer Verpflichtung zum Bau neuer Gebäude am internationalen Flughafen Bălți-Leadoveni nicht nachgekommen.
Mit dem Regierungsbeschluss Nr. 983 vom 19. Oktober 2010 „Über die Übertragung von Immobilien“ 9 (ergänzt durch den Beschluss Nr. 1199 vom 31. Oktober 2016) wurde das gesamte Flughafengelände und damit verbundene Immobilien an das Wirtschaftsministerium übertragen, um es für den Ausbau der FWZ Bălți zu nutzen. Laut der vom Wirtschaftsministerium im Jahr 2011 erstellten Durchführbarkeitsstudie war geplant, auf den von der FEZ Bălți erhaltenen Flächen einen Industriepark und ein Gründerzentrum zu errichten, wobei die strategischen Ziele der Errichtung des Industrieparks im Untergebiet Nr. 3 der FEZ Bălți darin bestanden: lokale und ausländische Investitionen in die Munizipalität Bălți zu holen, Erhöhung des Anteils des Industriesektors der Munizipalität Bălți und der Nördlichen Entwicklungsregion am gesamten Industrievolumen durch die Erneuerung wettbewerbsfähiger Industriesektoren auf der Grundlage moderner und innovativer Technologien, Übernahme der Betriebspraktiken ausländischer Unternehmen in der industriellen Produktion, Durchführung wirtschaftlicher Aktivitäten im Einklang mit den spezifischen Entwicklungsmöglichkeiten der Nördlichen Entwicklungsregion, einschließlich einer effizienteren Nutzung öffentlicher Vermögenswerte, Schaffung von Arbeitsplätzen innerhalb des Industrieparks, Entwicklung der Humanressourcen durch Verbesserung der Qualität der Berufsausbildung innerhalb des Parks.
Trotz der Bestimmungen der Durchführbarkeitsstudie wurden auf dem Gelände des Flughafens Bălți-Stadt, das in die Freie Wirtschaftszone Bălți verlegt wurde, inbegriffen bereits mehrere Freizeit- und Unterhaltungskomplexe und Gebäude errichtet.

## Verkehrsanbindung
Der Flughafen Bălți-Stadt liegt direkt in Bălți, an der östlichen Grenze, im Viertel „Autogara“, an der Ausfahrt von Bălți nach Soroca, gegenüber dem Dorf Elisaweta, 3,2 km vom Zentrum von Bălți entfernt und ist mit den Oberleitungsbuslinien 1, 3 und 4 erreichbar. Die Nationalstraßen R13 und R14 (Teil der Ringstraße von Bălți) führen am Flughafen vorbei.

## Betreiber
1958 wurde die zivile Zivilluftfahrtstaffel Bălți (russisch Бельцкая АЭ - Авиационная Эскадрилья) zusätzlich zur Spezialluftfahrtgruppe der moldauischen zivilen Luftflotte (russisch Молдавская ОАГ ГВФ - Особая Авиационная Группа Гражданского Воздушного Флота) gegründet.
Ab dem 27. Juli 1964 wurde die zivile Zivilluftfahrtstaffel Bălți der Spezialluftfahrtgruppe der moldauischen zivilen Luftfahrt (russisch Молдавская ОАГ ГА - Особая Авиационная Группа Гражданской Авиации) unterstellt.
Zwischen Juli 1965 und 1966 war die vereinigte Zivilluftfahrtstaffel Bălți (russisch Бельцкая ОАЭ - Объединённая Авиационная Эскадрилья) der kombinierten Luftfahrteinheit Chișinău (russisch Кишинёвский ОАО - Объединённый Авиационный Отряд) unterstellt.
Von 1966 bis September 1969 ist die Fliegergruppe Nr. 281 Bălți (russisch 281-й ЛО (Бельцы) - Лётный Отряд) der Verwaltung für Zivilluftfahrt der Moldauischen Sozialistischen Sowjetrepublik  (russisch Молдавское УГА) unterstellt.
Zwischen September 1969 und Februar 1978 war die kombinierte Luftfahrteinheit Bălți (russisch Бельцкий ОАО - Объединённый Авиационный Отряд) der Verwaltung für Zivilluftfahrt der Moldauischen Sozialistischen Sowjetrepublik unterstellt.
Von Februar 1978 bis 1. Januar 1983 ist die kombinierte Luftfahrteinheit Bălți der Republikanischen Produktionsvereinigung der moldauischen Zivilluftfahrt (russisch Молдавское РПО ГА) unterstellt.
Seit dem 1. Januar 1983 ist die kombinierte Luftfahrteinheit Bălți der Verwaltung für Zivilluftfahrt der Moldauischen Sozialistischen Sowjetrepublik unterstellt.
Das staatliche Unternehmen Moldaeroservice wurde 1966 als die Fliegergruppe Nr. 281 der kombinierten Luftfahrteinheit Bălți auf Anordnung des Ministers für Zivilluftfahrt der UdSSR gegründet und stützte sich auf die Zivilluftfahrtstaffel  Bălți der Jakowlew Jak-12 und Antonow An-2. Zusammen mit den Dienstleistungen des zivilen Fliegerregiments des Flughafens Bălți-Stadt die Fliegergruppe Nr. 281 Bălți bildete es die kombinierte Luftfahrteinheit Bălți.
Zum Kommandeur der  Fliegergruppe Nr. 281 Bălți wurde Nicolae Zavadschii ernannt, zum Leiter des Flughafens - Petru Ovcinicov, zum Leiter des Flughafen-Instandhaltungsstützpunktes - Victor Șerstiuc und zum Leiter der kombinierten Luftfahrteinheit Bălți - Vitalie Bezdenejnîh. Zu den Kommandeuren der kombinierten Luftfahrteinheit Bălți gehörten unter anderem: Alexei Liciman, Yevgeny Ilyakov, Anatolii Bajucov, Alexei Alexeev, Vasilii Burma, Ivan Tomac, Vladimir Rishkov, Valery Cenin. Zu den Leitern des technischen Stützpunktes des Flughafens gehörten Grigore Rotari, Boris Cabac und Victor Gherta. Der Lufttüchtigkeitsdienst wurde von Dmitry Covalciuc geleitet, der Passagierdienst von Maria Ribacova, Alexandr Ojegov und Leonid Soloviov. Der Flughafen- und Bodendienst wurde von Petru Lobanov, Rașid Biriucov, Dmitrie Gubarev und Vasile Barabaș geleitet. Im Laufe seiner Entwicklung durchlief das Unternehmen viele Phasen der Umstrukturierung und Weiterentwicklung. Im Jahr 1989 wurde die betonierte Start- und Landebahn auf dem neu errichteten Flughafen Bălți-Leadoveni (der ebenfalls von Moldaeroservice verwaltet wird) in Betrieb genommen, wodurch die Passagiere der nördlichen Region der Republik Moldau bis 1993 die Möglichkeit erhielten, mit Flugzeugen Antonow An-24, Tupolew Tu-134, Let L-410 Turbolet in 14 Städte der ehemaligen UdSSR zu fliegen.
Mit dem Zerfall der Sowjetunion wurde die Luftraumkontrolle und -überwachung zu einem eigenständigen Dienst, der an die Bălțier Niederlassung des Staatsunternehmens „MOLDATSA“ übertragen wurde.
Die kombinierte Luftfahrteinheit Bălți, aus der das Bălți Luftfahrtunternehmen hervorging, wurde 1994 umstrukturiert und in „Moldaeroservice“ umbenannt. Auf diese Weise wurde das Unternehmen als „Moldaeroservice“ zu einem autarken Unternehmen mit eigener Bilanz mit Verwaltung folgender Flughäfen: des internationalen Flughafens Balti-Leadoveni (145 ha), des Flughafens Bălți-Stadt (136 ha), einschließlich Fachpersonal, die für den Technologie- und Produktionsprozess erforderlichen Gebäude und Räumlichkeiten sowie die Flugzeuge Antonov An-2 und Mil Mi-2. Gemäß der von der Zivilluftfahrtbehörde der Republik Moldau erteilten Genehmigung № Md 001 führt das Unternehmen folgende Tätigkeiten aus: Ambulanzflüge, Beobachtungsflüge, Flüge für Such- und Rettungseinsätze, Werbe- und Freizeitflüge, Flüge zugunsten des land- und forstwirtschaftlichen Sektors.
Gemäß der Bescheinigung MD.145.0025 ist Moldaeroservice als Instandhaltungsbetrieb für Antonow An-2 (ASH-62IR); Mil Mi-2 (GTD-350); C3; C5; C6; C7; C8; C9; C12; C13; C14; C18 zugelassen.

## Ziele und Fluggesellschaften

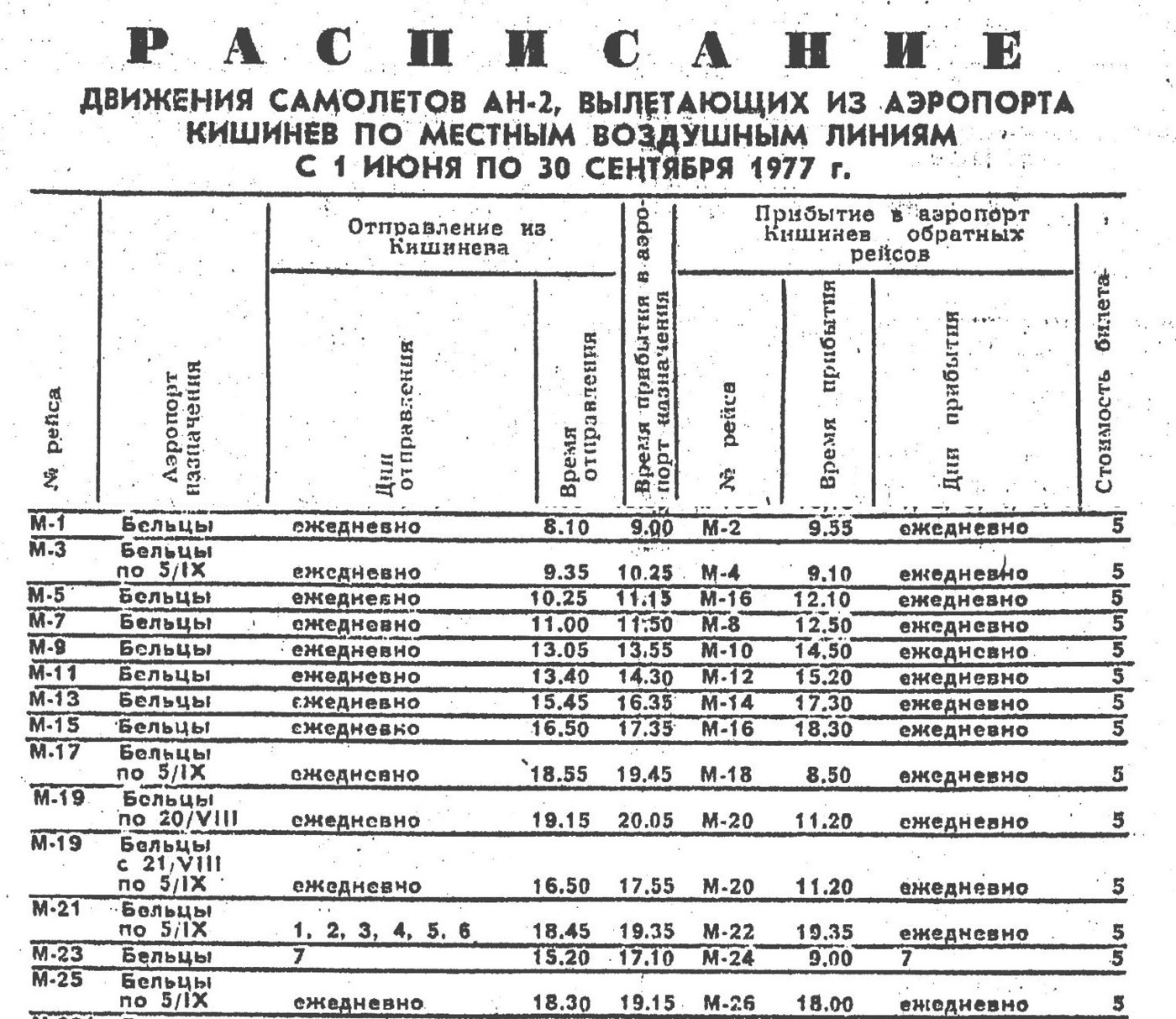
Linienflüge von Chisinau nach Balti, 1977. Die Zahl der Flüge von Chisinau nach Balti ist 7-mal so hoch wie die Zahl der Flüge zu jedem anderen beliebten inländischen Zielort

Während des Bestehens des Flughafens Bălți-Stadt waren die wichtigsten Fluggesellschaften, die Linien- und Charterflüge zum/vom Flughafen Bălți-Stadt zu etwa 30 verschiedenen sowjetischen und inländischen moldawischen Zielen durchführten, Aeroflot, Moldaeroservice und Air Moldova. Moldaeroservice war der letzte Betreiber, der vom Flughafen Bălți-Stadt aus operierte.
Direkte Dienstleistungen wurden für das erweiterte Gebiet der ehemaligen sozialistischen Sowjetrepubliken und für das inländische Netz von Ortschaften in der sowjetischen Republik Moldau erbracht.
Ende der 1980er Jahre Flughafen Bălți-Stadt mit seinem Feldplatz und seinem Hubschrauberlandeplatz bedienten hauptsächlich den Binnenverkehr zwischen Bălți und den nördlichen Rajonen Moldaus, nämlich für landwirtschaftliche Zwecke.
| Fluggesellschaften                    | Ziele |
| ------------------------------------- | --- |
| Aeroflot - innersowjetische Linien    | Moskau-Wnukowo, Sankt Petersburg-Pulkowo, Kiew-Schuljany, Czernowitz, Lwiw, Iwano-Frankiwsk, Simferopol, Odessa, Poltawa |
| Aeroflot - interne moldauische Linien | Chișinău, Ocnița, Camenca, Soroca, Cahul, Cuhnești, Glodeni                                                              |
| Moldaeroservice                       | Chișinău |
| Air Moldova                           | Chișinău |

## Zwischenfälle
- Am 1. März 1950 stürzte ein Flugzeug vom Typ Lissunow Li-2 in Bălți ab. Das Flugzeug stürzte beim Start vom Flughafen Bălți-Stadt ab, wobei drei Piloten ums Leben kamen.[10]

- Am 10. Dezember 1961 verunglückte ein Flugzeugtechniker der Fliegergruppe Nr. 253 Chișinău der kombinierten Luftfahrteinheit Chișinău. Nach drei morgendlichen Flügen vom Flughafen Balti-Oraș besuchte der Flugzeugtechniker die Kantine und begann in alkoholisiertem Zustand mit den Vorbereitungen für den Flug der Antonow An-2 (sowjetisches Luftfahrzeugkennzeichen СССР-41928). Der suspendierte Pilot wurde angewiesen, die An-2 für Trainingsflüge vorzubereiten. Ihm wurde von einem Avioniker zusammen mit einem Flugzeugmechaniker geholfen, wobei er wusste, dass der Techniker betrunken war. Infolge seiner Unachtsamkeit stiegen nicht autorisierte Personen, die einen der Flughafenmitarbeiter besuchten, in das Flugzeug ein. Der Techniker startete den Motor und hob mit den Passagieren, die sich zufällig im Flugzeug befanden, ab. Während des Rollens versuchten der verantwortliche Pilot und der Co-Pilot, das Flugzeug zu stoppen, und versuchten, in das Flugzeug zu springen, wurden aber vom Propellerstrahl des Flugzeugs weggeblasen. Der Vater eines minderjährigen Passagiers versuchte ebenfalls, das Flugzeug zu betreten. Der Flughafenkapitän und der Fluglotse versuchten über Funk, den Flugzeugtechniker dazu zu bewegen, mit dem Rollen aufzuhören, und erst nach dem Start um 11.25 Uhr begann der Flugzeugtechniker über Funk mit obszönen Worten zu antworten. Zwei simulierte Anflüge wurden über dem Flugplatz durchgeführt. Als der Flugplatzkommandant dies sah, gab er die Anweisung, den Gashebel vollständig abzustellen und zu landen. Der Flugzeugtechniker beschleunigte jedoch und stieg jedes Mal wieder auf. Im Tiefflug über der Stadt prallte das Flugzeug mit dem linken unteren Flügel gegen einen Strommast, wobei ein Teil des Flügels und die dazwischenliegende verlängerte Flügelstrebe abgerissen wurden. Nachdem es an zwei weiteren Stellen die Streben getroffen hatte, zerstörte das Flugzeug den linken Holm des Fahrwerks und stürzte um 11:43 Uhr auf eine Straße in der Stadt, wobei es an Geschwindigkeit verlor. Nach dem Absturz öffnete ein Passant schnell die Tür und sprang aus dem Flugzeug, der Junge zuerst, gefolgt von dem Flugzeugingenieur. Das Flugzeug fing Feuer und ging in Flammen auf. Der Flugzeugingenieur wurde nicht verletzt. Die Passagiere wurden leicht verletzt. Am Boden gab es keine Verletzten.[11]